# Adelphacarus sellnicki
Adelphacarus sellnicki är en kvalsterart som beskrevs av Grandjean 1952. Adelphacarus sellnicki ingår i släktet Adelphacarus och familjen Aphelacaridae. Inga underarter finns listade i Catalogue of Life.